# Giuseppe Brizio
Giuseppe Brizio SJ (* um 1533; † 2. März 1604 in Rom) war ein Architekt des römischen Frühbarocks, der am Hofe der polnischen Könige wirkte.

## Leben und Werke

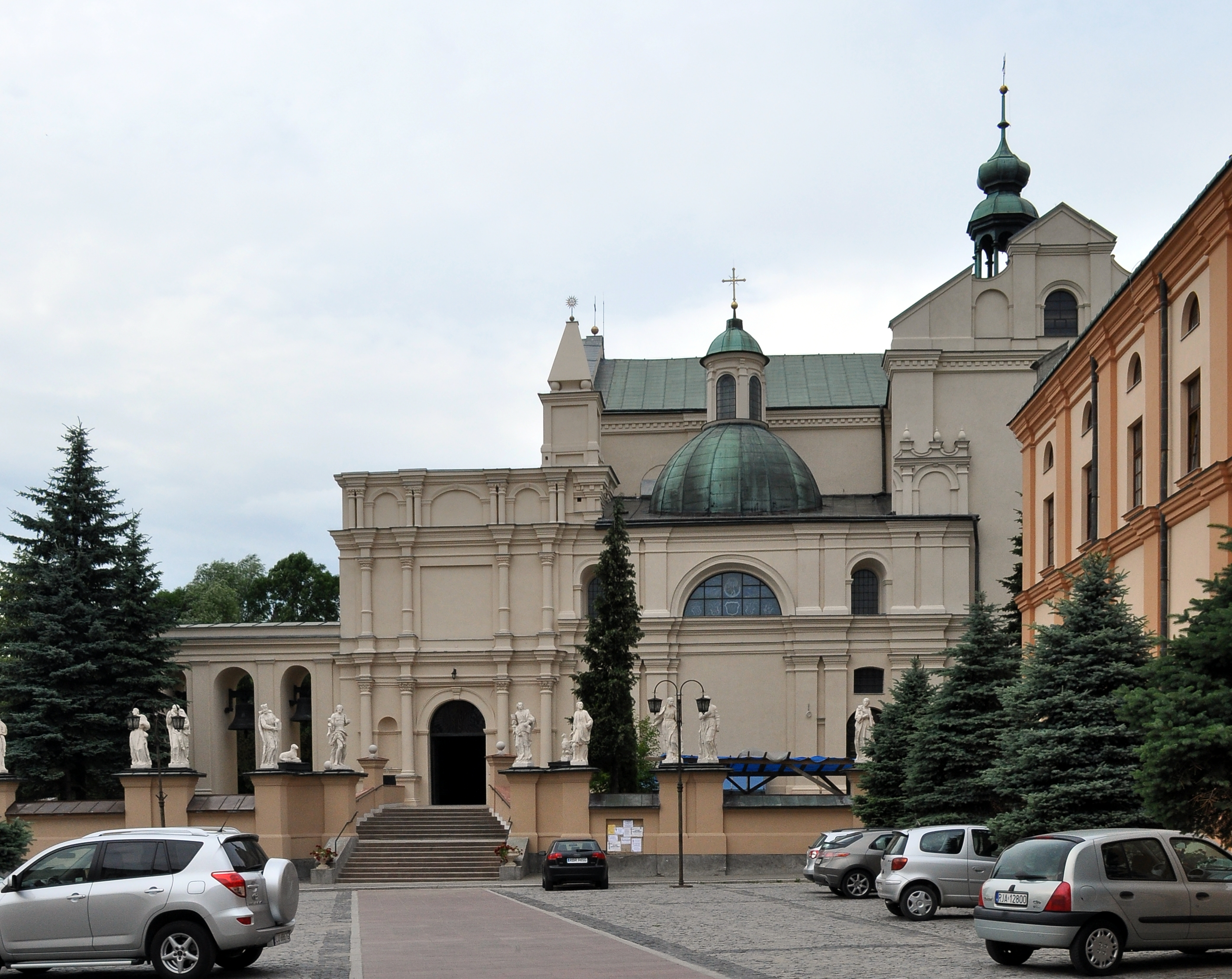
Ehemalige Kollegienkirche St. Johann in Jarosław

Der Jesuit Brizio wurde als Architekt nach Polen geschickt und kam am 24. Juni 1575 in Posen an. Kurz darauf ging er nach Jarosław, wo er im September den Bau des Jesuitenkollegs projektierte. Danach war er in Pułtusk als Restaurator beschäftigt. 1577 besuchte er Krakau. 1580 begann er mit dem Bau des Jesuitenkollegs in Jarosław. 1593 baute er in Jarosław die Kollegienkirche St. Johann, die am 24. April 1594 geweiht wurde.